# Psectra latilobata
Psectra latilobata är en insektsart som beskrevs av Tim R. New 1989. Psectra latilobata ingår i släktet Psectra och familjen florsländor. Inga underarter finns listade i Catalogue of Life.